# 世にも奇妙な物語 春の特別編 (1995年)
『世にも奇妙な物語 春の特別編』（よにもきみょうなものがたり はるのとくべつへん）は、1995年4月3日（月）21:00 - 22:54にフジテレビで放送された『世にも奇妙な物語』の特別編。

## 指環（リング）

### キャスト
- ユリ - 黒木瞳
- 小木茂光
- 後藤康雄
- こねり翔
- 小野みゆき

### スタッフ
- 脚本 - 笠原邦暁、笠井健夫
- 演出 - 土方政人

## 友子の長い朝

### キャスト
- 田村友子 - ともさかりえ
- 志垣太郎
- 岡田義徳
- 須藤公一
- 水谷あつし
- 野仲功
- 西村淳二
- 林美恵
- 宮澤寿梨
- 山下順子
- 相原美穂
- 山梨ハナ
- 源啓介

### スタッフ
- 原作 - 藤野美奈子「友子の長い朝」（『友子の場合』所収 / 小学館)
- 脚本 - 梅田みか
- 演出 - 本広克行

## トイレの落書

### キャスト
- 押本 - 木村拓哉
- 不破万作
- ダンカン
- 佐々木和也
- 椎名茂
- 濱近高徳
- 水森コウ太

### スタッフ
- 脚本 - 鈴木勝秀
- 演出 - 落合正幸

## 笑う頭脳

### キャスト
- 若林 - 橋爪功
- 向坂珪 - 鷲尾いさ子
- 木谷俊和 - 佐野史郎
- 井田州彦
- 佐戸井けん太
- 尾形竜太
- 佐々木敏
- 伊東昌一
- 小久保丈二
- 望月栄希
- 鶴田東
- 本多晋
- 武中秀人
- 笹岡繁蔵
- 西谷卓統

### スタッフ
- 脚本 - 戸田山雅司
- 演出 - 小椋久雄

## 地図にない町

### キャスト
- 男 - 石黒賢
- 入江雅人
- 梶原善
- 住田隆
- 細山田隆人
- 田宮賢太朗
- 作田聡一郎
- 類家拓也
- 辻伊万里
- 中原潤
- 小林隆
- 園田亜希子
- 大野麻耶
- 大沼遼平
- 遊馬健

### スタッフ
- 脚本 - 高山直也
- 演出 - 木下高男